# شبكة الاعتقاد العميق
شبكة الاعتقاد العميق في تعلم الآلة هي نموذج رسومي مولد أو فئة من الشبكات العصبية العميقة تتألف من طبقات متعددة من المتغيرات الكامنة «الوحدات المخفية»، ذات اتصالات بين الطبقات ولكن ليس بين الوحدات داخل كل طبقة بعينها.
عندما تُدرب على مجموعة من الأمثلة بغير مراقبة يمكنها أن تتعلم كيفية إعادة بناء مدخلاتها بطريقة احتمالية. تعمل الطبقات بعد ذلك كاشفات للميزات. بعد هذه الخطوة التعليمية، يمكن تدريب الشبكة تدريبًا أكثر مع مراقبة على إجراء التصنيف.